# Jonsbo
Jonsbo är en by i Färgaryds socken i Hylte kommun.
Jonsbo omtalas i dokument första gången 1690. Fram till 1886 bestod Jonsbo enbart av en gård, men har därefter kluvits i flera hemman. Laga skifte genomfördes i byn 1918. Under byn har bland annat 1853–1902 hört torpet Eneslätt. Torpet Rom överflyttades 1908 från Nittebo till Jonsbo ägor, men räknas efter avstyckning av ägorna 1982 till Staffansbo.